# Henry Fox, I barone Holland
Henry Fox, I barone Holland (28 settembre 1705 – Londra, 1º luglio 1774) è stato un politico inglese.

## Biografia
Era il secondo figlio di Sir Stephen Fox, e della sua seconda moglie, Christiana Hope, e ha ereditato una grande parte della ricchezza di suo padre. Ha sperperato la maggior parte di esso subito dopo aver raggiunto la sua maggioranza, e si è recato sul continente per sfuggire ai suoi creditori. Lì fece la conoscenza di una donna di ventura, che divenne la sua amante e fu così generosa con lui che, dopo diversi anni di assenza, fu in grado di tornare a casa.

## Carriera

### Elezione
Nel 1735 entrò in Parlamento come deputato per Hindon, nel Wiltshire. È diventato un protetto e devoto sostenitore di Sir Robert Walpole. Attirò una particolare attenzione con un discorso in parlamento che ha invitato la Gran Bretagna a sostenere i suoi alleati europei, principalmente l'Austria.
Abile oratore, è stato in grado di reggere il confronto con William Pitt. Ciò lo ha aiutato a progredire nella Camera dei comuni, diventando un membro indispensabile nelle diverse amministrazioni. Ha ricoperto le cariche di Surveyor-General of Works (1737-1742), come membro per Windsor (1741-1761) e come Lord of the Treasury nel 1743.

### Segretario per la guerra
Fox fu nominato Segretario per la guerra e membro del Consiglio privato nel 1746, in un periodo in cui la Gran Bretagna era impegnata nella guerra di successione austriaca. All'epoca gran parte della politica estera della nazione era dominata dal duca di Newcastle, che fungeva anche da ministro della Difesa, con Fox che agiva in gran parte come un deputato ed era chiamato a difendere la politica di difesa del governo nella Camera dei comuni.
Durante questi anni divenne un amico intimo e confidente del Duca di Cumberland, che era diventato famoso in Gran Bretagna per la sua soppressione della Insurrezione giacobita del 1745 dopo la Battaglia di Culloden. Si era costruito un notevole seguito politico a Londra e, forse la cosa più importante per Fox, offriva un canale di comunicazione con Giorgio II. Fox divenne presto anche il favorito del re, che in futuro avrebbe sostenuto la sua inclusione nei governi più o meno allo stesso modo in cui si sarebbe opposto all'appartenenza di Pitt.
Nei 1750, Fox e Pitt furono entrambi considerati probabilmente i futuri leader del paese. Ciò spinse la loro rivalità a ulteriori lunghezze. Il nuovo Primo Ministro, il duca di Newcastle, aveva bisogno di una figura forte per rappresentarlo nella Camera dei comuni. Questo incarico avrebbe avuto un immenso prestigio e influenza, e Pitt e Fox erano considerati i favoriti per ottenerlo.
Newcastle, temendo le implacabili ambizioni di entrambi gli uomini, alla fine scelse Sir Thomas Robinson.
Robinson, che era considerato una nullità, era scarsamente equipaggiato per il compito e si sforzò di difendere il governo dagli attacchi stridenti che aveva subito da Fox e Pitt, che erano entrambi arrabbiati per essere stati respinti. A questo punto il governo stava affrontando una situazione seria in America e Newcastle iniziò a considerare più seriamente un'alleanza con Pitt o Fox. Alla fine, scelse Fox credendo che Pitt potesse essere controllato meno facilmente.

### Alleanza con Newcastle
Costretto a spostarsi da circostanze al di fuori del suo controllo, Newcastle ha accettato i termini della partnership con Fox. Nel 1755 a Fox furono assegnati i doppi ruoli di Leader della Camera dei comuni e Segretario del Sud. Newcastle riusciva a malapena a contenere il suo crescente interesse per Fox, che considerava avido. Fox fu pesantemente influenzato da Cumberland, che favorì una forte risposta a una disputa con i francesi nel Paese dell'Ohio.
Fu deciso di inviare una grande forza britannica sotto il comando di Edward Braddock in America per cacciare i francesi dall'Ohio e occupare le terre per la Gran Bretagna. L'esercito di Braddock fu sconfitto nel luglio del 1755 e quando le notizie di questo arrivò a Londra, la pressione aumentò su Newcastle e Fox. Pitt criticò l'inefficace gestione della crisi e suggerì che la Gran Bretagna non era preparata a una grande guerra che potesse scoppiare con i francesi sulla questione. Alla fine la guerra scoppiò con la Francia l'anno successivo sulla questione dell'invasione della Prussia piuttosto che sulla situazione nordamericana. Fox e Newcastle, rendendosi conto che Minorca era gravemente vulnerabile a un attacco francese, hanno inviato una forza navale per liberare l'isola.
La flotta non fu in grado di impedire la caduta di Minorca, causando una rivolta popolare contro il suo comandante, l'ammiraglio Sir John Byng, e il governo. Fox e Newcastle hanno avviato un procedimento giudiziario contro Byng accusandolo di vigliaccheria. Byng fu successivamente fucilato dopo la sentenza della corte marziale per "non aver fatto tutto il possibile", un verdetto che gli oppositori del governo videro come una mossa per proteggere Newcastle e Fox dalla censura. Il 13 ottobre 1756, Fox si dimise, indebolendo fatalmente Newcastle, il cui ministero crollò completamente a novembre.
Fu sostituito da un governo dominato da Pitt. Tuttavia, Pitt aveva scarso controllo sulla maggior parte dei parlamentari e ha faticato a controllare la Camera dei comuni. Dopo alcuni mesi, il governo crollò nell'aprile 1757. Il re voleva che Newcastle e Fox tornassero, ripristinando il loro precedente governo, ma a quel punto, Newcastle sentì un aspro odio nei confronti di Fox per l'affare Byng, e rifiutò di allearsi con lui. Seguì un periodo di tre mesi in cui lo sforzo bellico della Gran Bretagna era essenzialmente senza leader. Con il continuo sostegno di Cumberland, Fox mantenne grandi speranze di ottenere la premiership. Tuttavia, non è stato possibile raggiungere un accordo necessario con Pitt o Newcastle. A metà estate, Pitt e Newcastle sfidarono le aspettative e formarono una partnership politica. Lasciato fuori, Fox ora ha rivolto le sue attenzioni al raggiungimento di una posizione redditizia.

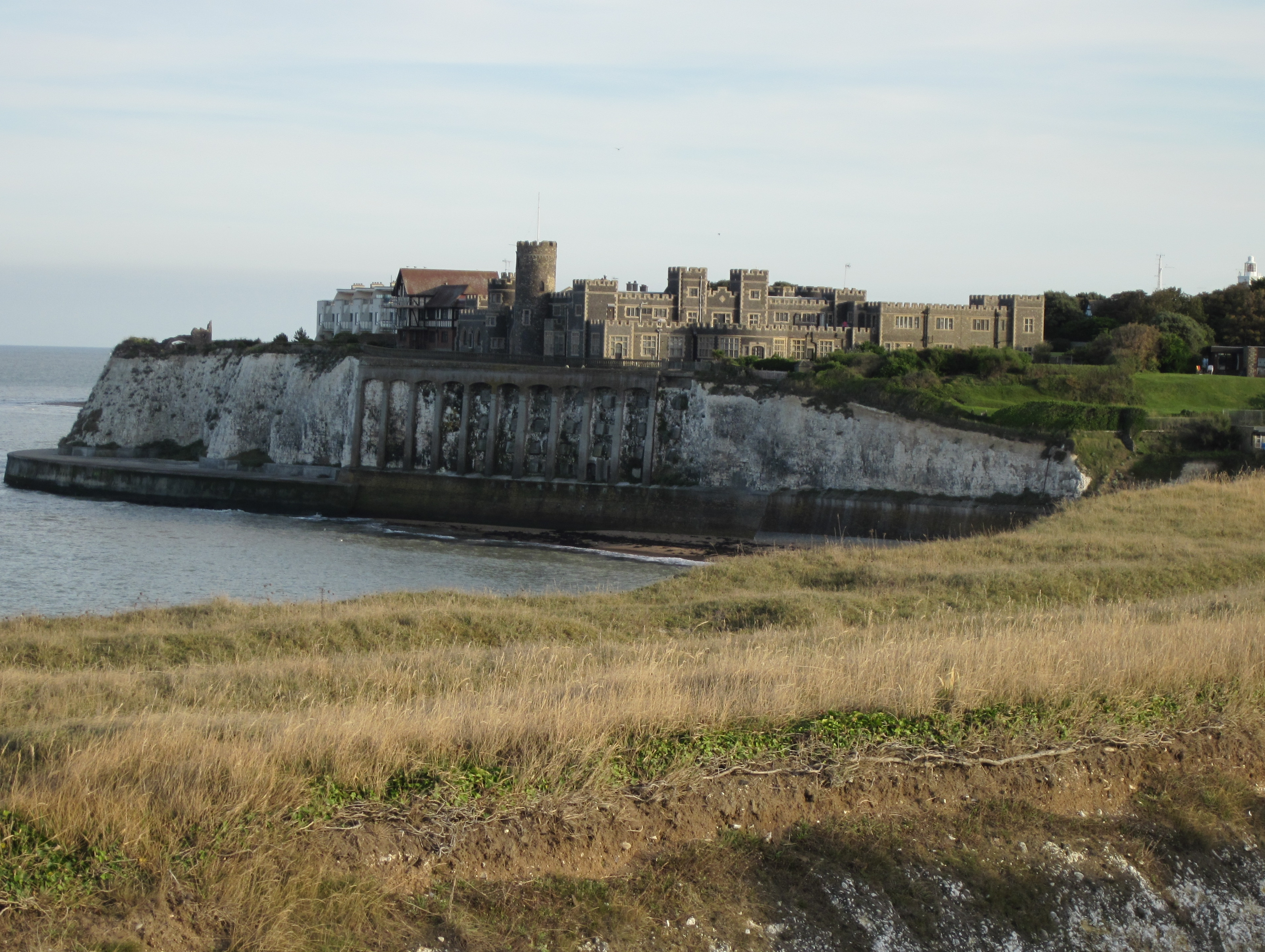
Kingsgate Castle, nel Kent.

### Paymaster of the Forces
Nel 1757, Fox fu nominato Paymaster of the Forces. Durante la guerra, Fox si dedicò principalmente all'accumulo di una vasta fortuna. L'esercito britannico si espanse molto durante questi anni, dandogli ulteriori possibilità di irregolarità. Secondo alcune stime, aveva accumulato £ 400.000 nei suoi otto anni d'ufficio, una media di £ 50.000 all'anno. Intorno al 1760 costruì Kingsgate Castle, vicino a Broadstairs, nel Kent, di cui rimane solo la torre.
Nel 1762, accettò nuovamente la leadership della Camera, con un seggio nel Gabinetto, sotto Lord Bute e riuscì a indurre la Camera dei comuni ad approvare il Trattato di Parigi; come ricompensa, fu elevato alla Camera dei lord come Barone Holland di Foxley nel Wiltshire, il 16 aprile 1763.

### Dimissioni
Nel 1765, Fox fu costretto a dimettersi da Paymaster, e quattro anni dopo, una petizione del Livery of the City di Londra consegnata dal Lord Mayor di Londra, William Beckford, contro i Ministri lo definì "il disgraziato pubblico di milioni dispersi".
Non era la prima volta che era stato attaccato sulla condotta finanziaria del suo ufficio. I procedimenti avviati contro di lui alla Corte di Giustizia furono ritardati da un Royal Warrant; e ha dimostrato che nei ritardi nel fare i conti del suo ufficio, non aveva infranto la legge.

## Matrimoni

### Primo Matrimonio
Nel 1732 sposò Penelope Dyve (?-1744), figlia di Sir John Dyve. Non ebbero figli.

### Secondo Matrimonio
Sposò, il 2 maggio 1744 a Londra, Georgiana Lennox (27 marzo 1723-24 luglio 1774), figlia di generale Charles Lennox, II duca di Richmond. Ebbero tre figli:
- Stephen Fox, II barone Holland (20 febbraio 1745-26 dicembre 1774);
- Charles James Fox (24 gennaio 1749-13 settembre 1806), sposò Elizabeth Bridget Armistead, ebbero un figlio;
- Henry Edward Fox (4 marzo 1755-18 luglio 1811), sposò Marianne Clayton, ebbero tre figli.

## Morte
Cercò invano di ottenere il titolo di conte. Morì a Holland House, a Kensington, il 1 luglio 1774.
La Fox, nel 1999, trasmise la serie televisiva britannica, Aristocrats, basato sulle vite della ricca famiglia Lennox durante il XVIII secolo. È stato interpretato da Alun Armstrong.